# 昆明对囊蕨
昆明对囊蕨（学名：Deparia dolosa）也称为昆明蛾眉蕨，为蹄盖蕨科对囊蕨属下的一个种。